# گله‌داری

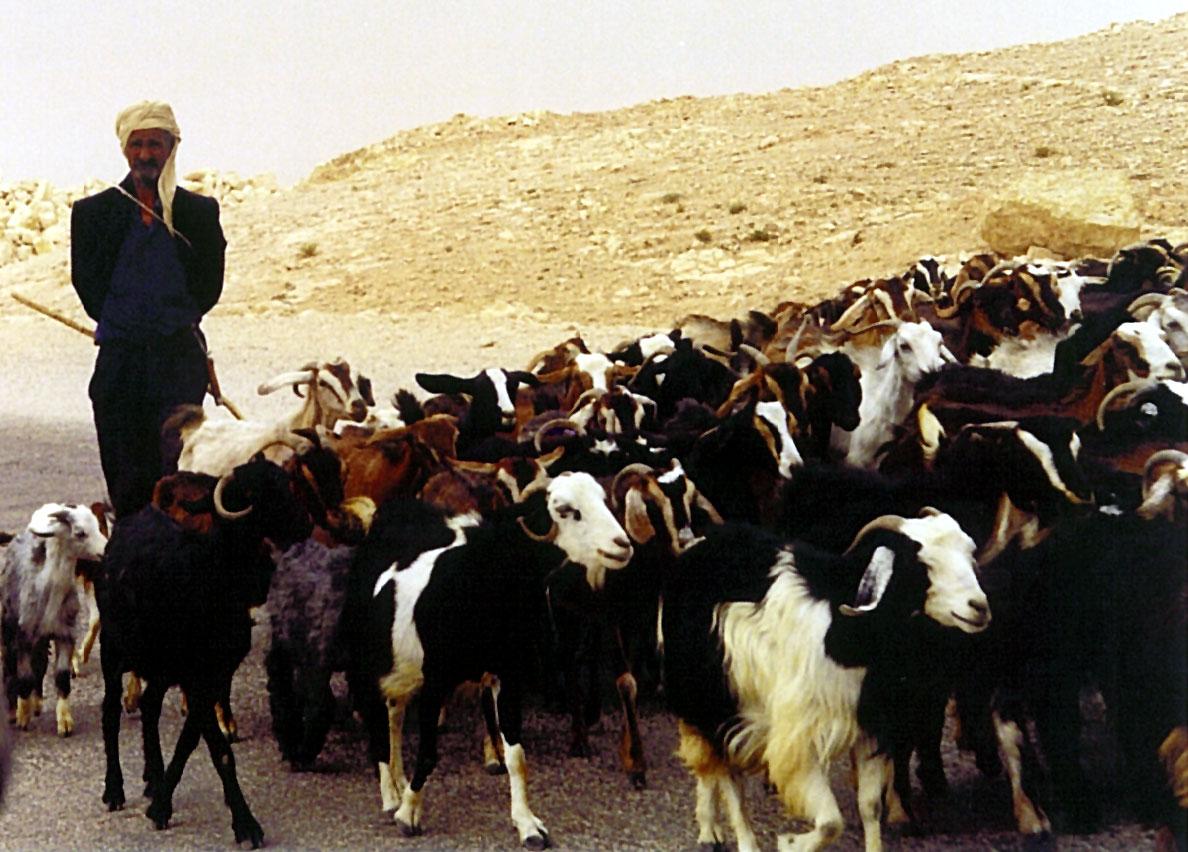
یک چوپان درحال چراندن گله بز در تونس

گله‌داری یا چراندن یا شبانی عمل گردآوردن دام‌ها با هم به یک گروه (گله) و حرکت‌دادن آنان از جایی به جای دیگر—و یا هر نوعی از آن است. شبانی می‌تواند به روند تشکیل گله‌های جانوران و یا به دخالت انسان در تشکیل گله برای برخی از اهداف اطلاق شود.